# Jesiotr zachodni
Jesiotr zachodni, jesiotr właściwy, jesiotr (Acipenser sturio) – gatunek wędrownej, anadromicznej ryby z rodziny jesiotrowatych (Acipenseridae). 

## Występowanie
Wzdłuż europejskich brzegów Oceanu Atlantyckiego, Morze Śródziemne i Morze Czarne. W jeziorach Ładoga i Onega tworzy formę wyłącznie słodkowodną. Jego obecność w Morzu Bałtyckim, została zakwestionowana w wyniku badań molekularnych, przeprowadzonych na osobniku złowionym w 1996 r. w Estonii. Badania te wskazują, że populacja jesiotrów bałtyckich wywodzi się od jesiotra ostronosego (Acipenser oxyrinchus). Dane genetyczne sugerują, że jesiotr zachodni nigdy nie tworzył w Bałtyku populacji o samowystarczalnej liczebności.

## Cechy morfologiczne
Grzbiet jest niebieskoszary lub szarozielony, pokryty rzędem 10-13 jasnych tarczek kostnych, które u młodych osobników zwężają się często w kolce. Na srebrzystych bokach występuje od 24 do 40 tarczek, na białym brzuchu 10-13. Pysk jest spiczasty, wydłużony. Otwór gębowy prawie kwadratowy, zajmuje niemal 2/3 szerokości pyska. Wąsiki są pozbawione przydatków i okrągłe w przekroju. Pierwszy promień płetwy piersiowej jest bardzo gruby. Jesiotr zachodni zazwyczaj osiąga długość 1,5-2,5 m, rekordowo do 4 m i 300 kg masy. Typ łuski ganoidalna.

## Odżywianie
Młode jesiotry początkowo odżywiają się bezkręgowcami bentonicznymi. Później ich pokarm stanowi fauna denna, którą wygrzebują z miękkiego podłoża ryjkowatym pyskiem. Są to głównie mięczaki, skorupiaki, larwy owadów, niekiedy drobne ryby.

## Rozród
Samce osiągają dojrzałość płciową w wieku 7-9 lat a samice 8-14. Wędrówki tarłowe odbywają się w kwietniu i maju, samo tarło zaś w czerwcu i lipcu. Do rozrodu potrzebuje wody o temperaturze co najmniej 20 °C. Ikrę składa w głębokich jamkach, które wykopuje w żwirze w miejscach o wartkim nurcie. Samica składa od 400 000 do 2 500 000 ziaren. Po tarle tarlaki spływają do morza. Larwy wylęgają się po 3-5 dniach. Pozostają w wodzie słodkiej przez 1-3 lata. W morzu spędza co najmniej 7-8 lat.

## Ochrona
W Polsce jest objęty ścisłą ochroną gatunkową oraz wymagający ochrony czynnej. Według Polskiej Czerwonej Księgi Zwierząt (z 2001 r.) gatunek ma status zanikłego na terenie Polski. Od lat 70. XX wieku ryb tych prawdopodobnie nie ma w polskich wodach. Ostatnie jesiotry obserwowano lub łowiono w Zatoce Gdańskiej i w Wiśle między Chełmnem a Toruniem (prawdopodobnie jednak nie były to jesiotry zachodnie, lecz ostronose). Do wytępienia jesiotrów w Polsce przyczyniły się nadmierne połowy, silne zanieczyszczenie Bałtyku i większych rzek, budowa portów oraz zapór.